# Сус-Масса-Драа
Сус-Масса-Драа (араб. سوس ماسة درعة‎) — до 2015 года одна из шестнадцати областей Марокко, расположенная в центральной части страны. Преобразована в новую область Сус — Масса путём разукрупнения и передачи провинций в другие области (Драа — Тафилалет и Гулимин — Вади-Нун).
Площадь: 70 880 км². Население: 3 539 813 чел. (по оценке 2013 года). Административный центр — город Агадир.
Наименование области образовано объединением названий трёх её главные рек: Суса, Массы и Дра.

## География
Через провинцию протекает крупнейшая река Марокко Дра (араб. درعَا‎). В провинции расположены национальный парк Сус-Масса (англ. Souss-Massa National Park), город Варзазат (араб.  ورزازات‎), киностудия Atlas Studios.

## Административное деление
Область состоит из семи провинций и двух префектур:
- Префектура Агадир-Ида-Утанан[фр.] (центр — Агадир)
- Префектура Инезган-Айт-Меллул[фр.] (центр — Инезган[фр.])
- Провинция Загора[фр.] (центр — Загора)
- Провинция Тарудант[фр.] (центр — Тарудант)
- Провинция Тизнит[фр.] (центр — Тизнит)
- Провинция Уарзазат[фр.] (центр — Уарзазат)
- Провинция Штука-Айт-Баха[фр.] (центр — Биугра[фр.])
- Провинция Тингир[фр.] (центр — Тингир)
- Провинция Сиди-Ифни[фр.] (центр — Сиди-Ифни)

Две последние провинции были созданы в ходе административной реформы в 2009 году.